# Mary Wamaua Waithira Njoroge
Mary Wamaua Waithira Noroge é uma política do Quénia. Ela é actualmente membro do parlamento pela circunscrição de Maragua no condado de Murang'a.

## Primeiros anos e educação
Ela foi para o Kamahuja Girls High para obter o seu certificado de nível e, de 1983 a 1991, ela foi para a Kigari Teachers Training College e adquiriu um certificado P1. De 2008 a 2009, ela juntou-se ao KIHBIT em Kisii para buscar um Diploma em Obras Civis em Construção de Estradas. Em 2014-2016, ela aprofundou a sua educação na Gretsa University e concluiu o bacharelato em artes.

## Carreira
Ela foi eleita membro do parlamento pelo círculo eleitoral de Maragua em 2017. Ela é membro do Comité do Fundo de Desenvolvimento dos Grupos Governamentais Nacionais no parlamento.